# Гипотеза молекулярного хаоса
Гипотеза молекулярного хаоса — предположение в статистической физике об отсутствии корреляций между состояниями сталкивающихся частиц. Это предположение было введено Джеймсом Максвеллом в 1867 году. Это предположение, также называемое в работах Людвига Больцмана «гипотезой о числе столкновений» (нем. Stosszahlansatz), упрощает многие вычисления.
В частности, гипотеза молекулярного хаоса неявно играла ключевую роль в H-теореме Больцмана, полученной им в 1872. Эта теорема, используя положения молекулярно-кинетической теории (кинетическое уравнение Больцмана), показывает, что энтропия газа необратимо возрастает по мере того, как сталкиваются молекулы газа.
Однако Иоганн Лошмидт заметил в 1876 году, что невозможно вывести необратимость процесса из симметричных по времени законов динамики (парадокс Лошмидта).
Разрешение этого парадокса было найдено в 1895 году. Оно заключалось в том, что скорости частиц после столкновения уже не являются независимыми. Предполагая, что можно игнорировать эту корреляцию, Больцман тем самым ввёл асимметрию времени.